# 천치루이
천치루이(중국어: 陈祈睿, 병음: Chen Qirui, 한자음: 진기예, 2000년 6월 15일 ~ )는 중화민국의 바둑 기사이다. 타이베이시 출신으로 대만기원 소속의 5단이다.

## 경력
2011년 세계청소년바둑선수권대회 주니어부에 출전하여 준우승을 했고, 2012년 한화생명배 세계어린이 국수전에서 우승을 차지했다. 2013년 프로바둑에 입단하여 같은해 2단으로 승단했다. 2014년 동강배에서 준우승을 했고 3단으로 승단했다. 2015년 제2회 몽백합배 세계 바둑 오픈전 예선에서 왕이신과 류위, 차오즈젠을 차례로 누르고 본선 64강에 진출했지만 퉁멍청에게 패배하여 탈락했다. 2016년 우사배 십단전 도전자 결정전에 진출했고 신인왕전에서 우승하고 4단으로 승단했다. 2018년 제23회 LG배 세계기왕전에 출전하여 본선 32강에서 판윈뤄를 누르고 16강에 진출했지만 장웨이제에게 패배했다. 이후 5단으로 승단했고 2019년 글로비스배 8강에 진출했다. 2016년부터 타이완팀으로 중국 갑조리그에 출전하고 있다.